# 強烈熱帶風暴海高斯 (2020年)
強烈熱帶風暴海高斯（英語：Severe Tropical Storm Higos，國際編號：2007，聯合颱風警報中心：WP082020，菲律賓大氣地球物理和天文服務管理局：Helen）是2020年太平洋颱風季第7個被命名的風暴。「海高斯」（Higos）一名由美國所提供，即查莫羅語之無花果（該詞彙之根源語言是西班牙語） 。
海高斯採取比所有電腦及官方氣象部門的預測都更偏北之路徑，於南海北部爆發性增強，更正面吹襲珠江口一帶。海高斯令澳門氣象局及香港天文台繼2018年颱風山竹後，分別再次發出2年來首次十號風球及九號烈風或暴風風力增強信號；海高斯同時亦是自1997年颱風維克托後，23年以來首個於南海生成而導致香港及澳門發出九號或以上信號的熱帶氣旋，更是自1991年強烈熱帶風暴布倫登後，29年以來首個澳門發出最高信號而香港只發出九號或以下信號的熱帶氣旋。

## 發展過程
8月16日，一個熱帶擾動在菲律賓呂宋島東方海域生成，美國海軍研究實驗室給予擾動編號99W。下午12時15分，聯合颱風警報中心將其評級提升為「中」。下午2時，日本氣象廳將其升格為熱帶低氣壓。中國國家氣象中心及澳門地球物理暨氣象局亦分別在下午5時及下午8時跟隨將其升格。
8月17日上午10時30分，聯合颱風警報中心將其評級提升為「高」，並對其發布熱帶氣旋形成警報。晚上8時，日本氣象廳對其發布烈風警報。同時，台灣中央氣象局將其升格為熱帶低氣壓，給予編號TD09。
8月18日凌晨1時，聯合颱風警報中心將其升格為熱帶低氣壓，給予熱帶氣旋編號08W。凌晨2時，香港天文台亦跟隨升格。上午8時，日本氣象廳將其升格為熱帶風暴，給予國際編號2007，並命名「海高斯」。中國國家氣象中心及香港天文台亦在上午8時和9時跟隨將其升格。同時，台灣中央氣象局將其升格為輕度颱風 。下午5時，中國國家氣象中心將其升格為強烈熱帶風暴，香港天文台在下午7時跟隨。海高斯在登陸之前受惠於偏高海水表面溫度﹑微弱垂直風切變以及良好輻散，因此在短時間內迅速增強，下午8時，中國國家氣象中心率先將其升格為颱風，香港天文台也在凌晨1時跟隨。
8月19日凌晨2時，日本氣象廳將其升格為強烈熱帶風暴。中國國家氣象中心表示海高斯已於上午6時前後在廣東省珠海市金灣區沿海登陸。上午10時，聯合颱風警報中心對其發布最後警告。下午3時，澳門地球物理暨氣象局將其降格為熱帶低氣壓。香港天文台及中國國家氣象中心亦在下午5時及8時跟隨將其降格。
8月20日凌晨2時，日本氣象廳將其降格為熱帶低氣壓。下午8時，日本氣象廳認為其已消散。事後，聯合颱風警報中心將海高斯的巔峰強度上調至60節（每小時110公里）。

### 預測路徑及強度存在嚴重落差
全球大部分電腦模式始終捕捉不到海高斯的迅速增強及實際強度。在8月19日凌晨，海高斯增強為颱風，但各模式依然預測海高斯只是一股頗弱的低壓系統。在路徑方面，全球各電腦模式在8月16日預測海高斯會移向雷州半島至海南島附近，比實際的路徑偏西得多，誤差約為150公里至300公里，隨後各模式對於海高斯的路徑不斷隨時間慢慢向東調整，但到8月18日模式預測8月19日早上海高斯的登陸位置為陽江市至台山上川島附近，比實際登陸位置的珠海市還是偏西得多。
有中國氣象愛好者分析，原因在於海高斯所處的環境比較複雜，跟典型南海「夏季颱風」不一樣。影響海高斯路徑的系統非常多，有5個。其一是西風槽，二是副熱帶高壓，三是南亞高壓，四是海高斯本體的流出，五是高空冷渦。
其中，隨著西風槽的東移，副熱帶高壓和南亞高壓之間出現明顯弱點，加上冷渦卡在中間，海高斯靠近廣東時會逐漸走進一個高空風「四不管」的地帶，出現類似鞍形場。這時，海高斯本身的強度決定了它的內力，也就是由地球自轉帶來的「科氏力」，這個力讓更強的颱風向西北走；海高斯所處海洋熱力極高，初始發展比預報要快，使貝塔效應充分地體現出來。
當海高斯開始迅速增強且採取較偏北路線時，海高斯和西風槽的聯合打擊使副熱帶高壓和南亞高壓二者間的藕斷絲連分離得更快，於是海高斯就會走得更北；但中低空的副熱帶高壓仍然很強，所以海高斯不至於北上轉向。這使海高斯登陸點由最初的湛江附近，改為至珠海市。

## 影響

### 澳門
| 紀念孫中山市政公園 · 38.5大炮台山 · 68.4外港碼頭 · 105.1污水處理廠 · －海事博物館 · 52.9友誼大橋 · 北峰 · 133.6友誼大橋 · 南峰 · 138.6嘉樂庇 · 總督大橋 · 137.5西灣大橋 · 134.3澳門大橋北 · －澳門大橋南 · －大潭山 · 79.6東亞運站 · －九澳 · 88.9路環分站 · 45澳門大學 · 100.8class=notpageimage\| 澳門氣象局氣象站錄得最高10分鐘平均風速，單位為公里每小時（km/h）。圖例： · 代表沒有數據 · 代表錄得清勁以下風力 · 代表錄得清勁至強勁風力 · 代表錄得疾勁至烈風風力 · 代表錄得狂風至暴風風力 · 代表錄得颶風風力 | 紀念孫中山市政公園 · 33.6大炮台山 · 49.4外港碼頭 · 91.2污水處理廠 · －海事博物館 · 40友誼大橋 · 北峰 · 124.7友誼大橋 · 南峰 · 127.7嘉樂庇 · 總督大橋 · 125.8西灣大橋 · 116.8澳門大橋北 · －澳門大橋南 · －大潭山 · 70.6東亞運站 · －九澳 · 72.8路環分站 · 31.1澳門大學 · 86.1class=notpageimage\| 澳門氣象局氣象站錄得最高每小時平均風速，單位為公里每小時（km/h）。圖例： · 代表沒有數據 · 代表錄得清勁以下風力 · 代表錄得清勁至強勁風力 · 代表錄得疾勁至烈風風力 · 代表錄得狂風至暴風風力 · 代表錄得颶風風力 | 紀念孫中山市政公園 · 96.8大炮台山 · 123.5外港碼頭 · 149.4污水處理廠 · －海事博物館 · 127.8友誼大橋 · 北峰 · 169.6友誼大橋 · 南峰 · 172.1嘉樂庇 · 總督大橋 · 215.6西灣大橋 · 206.3澳門大橋北 · －澳門大橋南 · －大潭山 · 148.7東亞運站 · －九澳 · 151.2路環分站 · 111.2澳門大學 · 163.1class=notpageimage\| 澳門氣象局氣象站錄得最高陣風風速，單位為公里每小時（km/h）。圖例： · 代表沒有數據 · 代表錄得狂風至暴風風力 · 代表錄得颶風風力 |

- 當地發出之最高熱帶氣旋信號：  十號風球
- 當地發出之最高風暴潮警告：紅色風暴潮警告
- 最接近當地時間：2020年8月19日早上6時
- 最接近當地距離：澳門氣象局總部之西南約20公里

#### 未受下沉氣流影響
海高斯在正面吹襲澳門之前的兩天，其外圍環流下沉氣流並未如其他在盛夏影響澳門的熱帶氣旋一樣，帶來酷熱的天氣。相反，氣溫反而相當溫暖，8月17-18日這兩天澳門沒有任何區域錄得酷熱（即32.6度或以上）的氣溫 ，其中，8月17日全日受驟雨影響，大潭山氣象站最高氣溫只有29度。這反映出海高斯環流相當細小，加上在進入南海時強度偏弱，副熱帶高壓稍為減弱所導致的。
澳門氣象局在8月17日晚上8時發出一號風球，當時海高斯集結在澳門之東南偏東約710公里，並表示一號風球將維持至18日上午，18日晚間至19日清晨改發三號風球的可能性為較高。 18日上午11時20分，氣象局表示會在下午3時至5時考慮發出三號風球，並表示在18日晚間至19日清晨發出八號風球的可能性為較高。 受海高斯外圍雨帶影響於中午12時40分至下午1時20分發出20毫米大雨提示。

#### 路徑北移 更接近澳門
隨著風暴迫近，氣象局在下午3時半發出三號風球，當時海高斯集結在澳門之東南約290公里 。下午5時50分，氣象局表示海高斯已增強為強烈熱帶風暴，並考慮於晚上10時至翌日（19日）凌晨2時發出八號風球 。晚上8時，氣象局將「海高斯」升格為颱風級別。晚上9時15分，氣象局宣佈將在晚上11時半發出八號東北風球。

#### 不斷北移 風勢迅速增強
氣象局在晚上11時半發出八號東北風球，當時海高斯集結在澳門之東南約130公里，並表示維持至翌日上午，發出九號風球的可能性為中等至較高。19日凌晨1時，氣象局表示由於海高斯在未來數小時最接近澳門，有機會在澳門50公里附近掠過，不排除發出更高熱帶氣旋信號的可能 。氣象局再於19日凌晨1時45分宣佈將在2時半發出九號風球。
氣象局於凌晨2時半發出九號風球，當時海高斯集結在氣象局總部之東南偏南約70公里，並表示九號風球將維持一段時間，改發十號風球的可能性為中等 。凌晨3時，氣象局表示海高斯在未來兩三小時最接近澳門，視乎其移動及發展情況，若進一步向珠江口接近，不排除發出十號風球的可能。在凌晨4時半，氣象局宣布將在凌晨5時發出十號風球，此時跨海大橋的風力由一小時前的強風水平急速上升至颶風水平。

#### 四年內第三個十號風球
氣象局在凌晨5時發出十號風球，當時海高斯集結在氣象局總部之西南偏南約30公里。 上午6時，颱風海高斯於廣東省珠海市金灣區登陸，當時最接近澳門，在氣象局總部之西南約20公里掠過。海高斯襲澳期間，澳門半島部分氣象站風力一度錄得超過每小時100公里的風速；三條往返澳氹跨海大橋最高10分鐘平均風力均達颶風程度，於嘉樂庇總督大橋氣象站錄得最高陣風速度達每小時215.6公里，風力超越超強颱風山竹 ，稍弱於超強颱風天鴿。 友誼大橋南峰氣象站所錄得的一小時平均風速達每小時127.7公里 ，僅次於天鴿時所錄得的每小時132公里。

#### 登陸珠海 風勢緩和

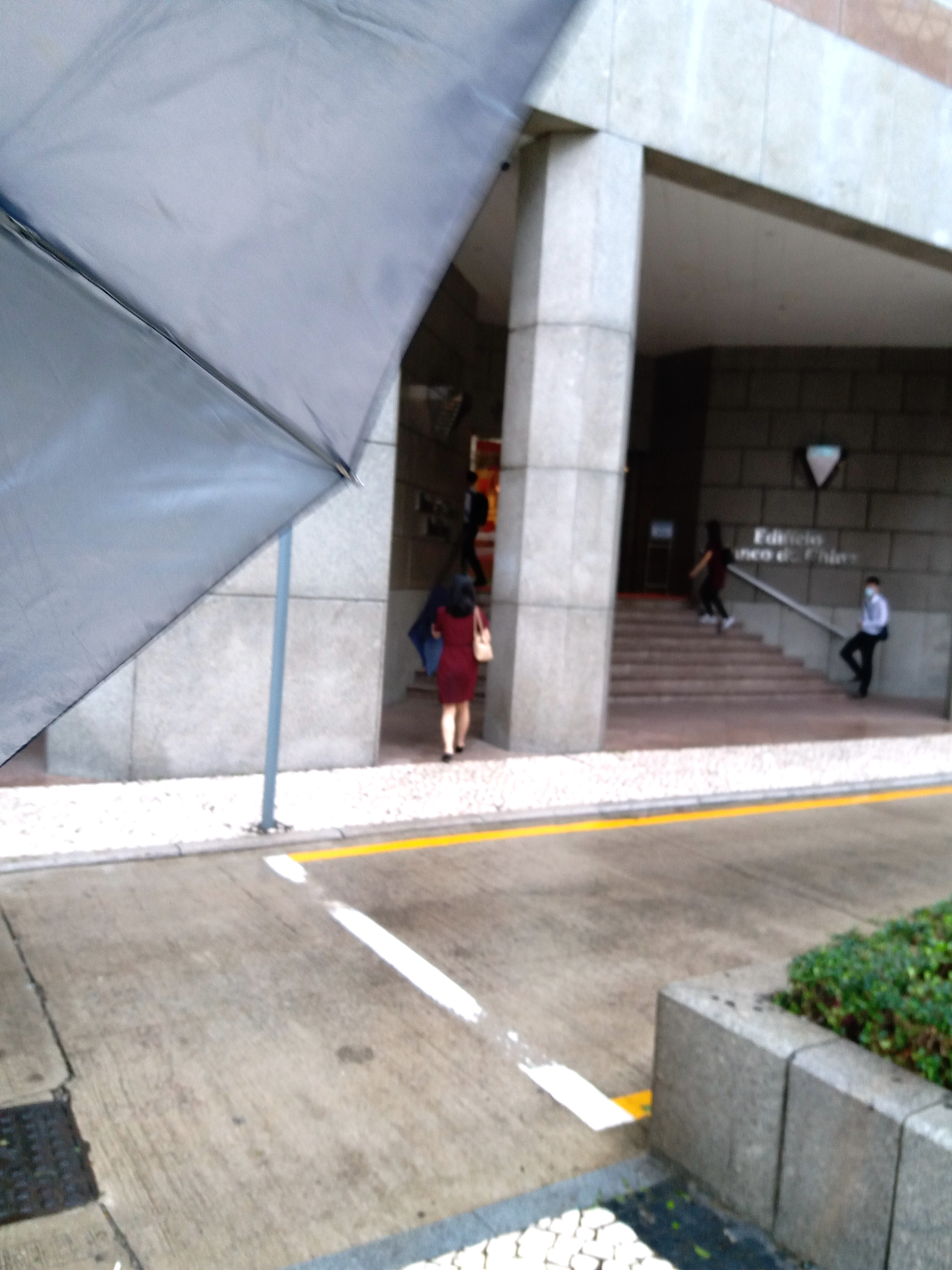
一眾上班人士，在除下八號風球後，陸續上班

十號風球僅維持了2個半小時，氣象局於早上7時半改發八號東南風球，當時海高斯集結在氣象局總部之西南偏西約30公里 。上午9時25分，隨著風勢減弱，氣象局表示上午11時至下午1時考慮改發三號風球 。隨後於上午10時40分宣佈在上午11時半改發三號風球。
氣象局在上午11時半改發三號風球，當時海高斯集結在氣象局總部之西北偏西約100公里，並預料三號風球將維持一段時間。 及後在下午2時05分表示在未來數小時將考慮取消所有信號。 氣象局在下午3時半取消所有熱帶氣旋信號，當時海高斯集結在澳門之西北偏西約190公里。

#### 各口岸通關及市面交通狀況
受海高斯影響，所有公共交通於改發八號風球前後暫停，三條往返澳門和氹仔跨海大橋及蓮花大橋於8月19日凌晨1時封閉，西灣大橋下層行車道於8月19日凌晨12時30分開放，但因氣象局改發九號風球和十號風球由同日凌晨2時30分封閉至上午7時30分再重開。出入境口岸方面，橫琴口岸於8月19日凌晨12時40分暫停辦理通關手續，因珠海市政府宣佈港珠澳大橋於8月19日凌晨12時封閉，澳門邊檢大樓珠澳出入境大堂和港澳出入境大堂已在當天開放時間結束後關閉。同日上午6時，經珠海市政府和澳門特區政府溝通後宣佈關閉連接澳門和珠海的所有陸路口岸。上午10時，關閘邊檢大樓和跨境工業區出入境事務站重開。 上午11時30分改發三號風球後，所有公共交通開始逐步恢復，三條往返澳門和氹仔跨海大橋及蓮花大橋同時重開，西灣大橋下層車道並同時封閉，剛開通不足一天的橫琴口岸澳門口岸區因口岸出境大堂外圍玻璃以及屋頂受損需要檢查，後延至中午12時30分重開。中午12時，珠海市宣佈港珠澳大橋解封重開，治安警察局於下午1時左右宣佈澳門邊檢大樓於下午2時恢復珠澳和港澳出入境大堂通關手續，而港珠澳大橋穿梭巴士港澳線同時於下午2時起恢復營運。

#### 影響
海高斯襲澳期間，共有15人因颱風而受傷，其中有3人傷勢中度，其餘人傷勢輕度，各人情況良好。民防中心共接獲99宗查詢，涉及通關、行車等，共錄得274宗事故報告。另外，事後，三個輕軌站（排角站、蓮花口岸站、路氹西站）亦有受風暴影響受損情況。17個避險中心同時於8月18日晚上8時30分起全面開放至8月19日上午11時30分共有192人入住。 
截至8月26日，市政署共派出454綠化部門及其他部門支援的人員清理，處理樹木4656株，清理柴枝重量約1040噸。其中，扶正樹木1575株，修剪樹木2290，因受損嚴重被移除樹木有791株。《古樹名木保護名錄》的520株古樹名木中，市政署聯合公共部門巡查後，發現194株古樹有折斷枝條，4株被強風吹倒。

#### 風暴潮與天文大潮錯峰
海高斯襲澳期間正值農曆初一天文大潮，澳門氣象局預計低窪地區會出現水浸。當局於8月18日上午11時發出黃色風暴潮警告，當時預料低窪地區有0.5米至1米水浸。
下午5時30分，氣象局表示「海高斯」於過去數小時改以較偏北方向移動，且强度有機會增強，為澳門帶來更為顯著的風暴潮，因此於8月18日晚上8時30分將黃色風暴潮警告提升至橙色，預測8月19日早上5時至中午12時低窪地區會出現嚴重水浸，水浸高度介乎1至1.5米之間。
8月18日晚上8時30分，橙色風暴潮警告生效，民防行動中心的風暴潮疏散撤離計劃正式啟動，位處低窪地區的廣播喇叭響起風暴潮低窪地區預警音頻警報持續3分鐘，澳廣視旗下電台澳門電台的中文和葡文頻道，電視澳視澳門台、澳視葡文台和澳門資訊頻道於晚上8時30分左右響起高點音頻警報持續3分鐘，並播放風暴潮警告生效信息。另外，17個避險中心同時全面開放，20個位於低窪地區的公共停車場於橙色風暴潮警告發出一小時後（即8月18日晚上9時30分）關閉。 民防中心同時全面啟動，由 5個部門組成的隊伍隨即執行低窪地區疏散撤離計劃，共有3,338戶、2,722名居民撤離至安全地點，本澳17個避險中心和4個緊急疏散停留點共接收192人，其中有93名本澳居民，其餘為旅客。
8月19日凌晨4時起，澳門實時潮汐水位比天文潮高出0.6至0.7米，低窪地區的廣播喇叭響起風暴潮緊急音頻警報多次，每次持續約3分鐘。上午5時，氣象局指上午7時至8時低窪地區會出現嚴重水浸，不排除將風暴潮警告提升至紅色。上午5時30分，當局將橙色風暴潮警告提升至紅色。 
上午5時起，內港一帶的低窪地區先開始出現水浸，氣象局原預計上午7時至8時會出現嚴重水浸，不過海高斯於上午6時左右於廣東省珠海市金灣區登陸，風勢出現減弱並錯開天文大潮疊加影響，內港一帶在上午6時左右最高錄得0.8米左右水浸。
隨著水位逐步下降，氣象局在上午11時30分取消所有風暴潮警告，20個位於低窪地區的公共停車場同時重開，所有避險中心同時關閉。

#### 強度問題
事後氣象局在專欄「天氣『FUN』識」中指出海高斯應為颱風級別。但在8月19日澳廣視午間新聞中名氣象局技術員葉婷婷誤稱海高斯在登陸前達強颱風級別。而在風暴吹襲後翌日，《澳門日報》在每篇文章報導，所定的級別均不一樣，分別有強烈熱帶風暴、颱風、強颱風及超強颱風，有文章更指出，海高斯的風速不足一天便從每小時20公里急升至每小時135公里，出現快速增強的現象。 

### 香港
- 當地發出之最高熱帶氣旋警告信號： 九號烈風或暴風風力增強信號
- 最接近當地時間：2020年8月19日凌晨5時
- 最接近當地位置：香港天文台總部之西南偏西約80公里（正面吹襲）[註 3]

香港天文台在8月18日凌晨3時40分發出一號戒備信號，當時海高斯位於香港之東南偏東約490公里，並表示在當日下午至黃昏考慮改發三號信號。上午9時45分，天文台表示會在下午2時至4時考慮發出三號信號。天文台於下午1時45分表示會在未來一兩小時內發出三號信號，並在下午2時20分發出三號強風信號，當時海高斯位於香港之東南約250公里。
天文台在下午4時45分表示，由於海高斯採取更接近香港的路徑移動，香港風力會進一步增強，因此會考慮在晚上10時至午夜發出八號信號。天文台在當晚8時40分發出「熱帶氣旋之特別報告」，宣佈預計在晚上10時40分或以前發出八號熱帶氣旋警告信號。天文台在晚上10時40分發出八號東北烈風或暴風信號，當時海高斯位於香港天文台總部之東南偏南約100公里。天文台表示預料八號信號會於晚間至翌晨一段時間維持，並呼籲市民翌晨出門時留意最新的天氣消息。由於天文台預測大澳可能會出現嚴重水浸，政府晚上啟動大澳水浸預警系統。隨著海高斯的外圍雨帶開始持續影響香港，天文台於晚上11時20分發出黃色暴雨警告信號。
8月19日凌晨，海高斯開始正面吹襲香港，並急劇增強為颱風。在沒有提到「可能需要發出更高熱帶氣旋警告信號」的情況下，天文台在凌晨1時半發出九號烈風或暴風風力增強信號，當時海高斯移至香港天文台總部之西南偏南約90公里。這次為2018年超強颱風山竹重創香港後，2年以來天文台首度發出九號信號，亦是由2017年超強颱風天鴿正面襲港起計，4年內第3次發出；由天文台發出一號至九號信號只經歷21小時50分鐘，是史上第四短。天文台表示，預料九號信號會於早上初時一段時間維持。由於海高斯結構較為緊密，颶風圈只覆蓋澳門，並未覆蓋香港，因此並沒有發出十號颶風信號，是繼1991年強烈熱帶風暴布倫登後，相隔29年再次出現澳門發出最高熱帶氣旋警告信號，但香港並無發出的情況。海高斯在凌晨5時最接近香港，在天文台總部之西南偏西約80公里掠過。
天文台在凌晨5時45分發出山泥傾瀉警告，並在早上6時45分表示會於未來一兩小時內改發八號信號。天文台在上午7時40分改發八號東南烈風或暴風信號，當時海高斯位於香港天文台總部以西約100公里，天文台隨後表示會在上午11時至下午1時改發三號信號；及後在上午9時45分表示上午11時至中午改發三號信號。隨著雨勢減弱，天文台在上午10時50分取消黃色暴雨警告信號，並在20分鐘後改發三號強風信號，當時海高斯位於香港之西北偏西約150公里，隨後表示當海高斯不再對香港構成威脅時會取消所有信號；兩小時後更表示會在短期內取消所有信號。最終天文台在下午1時20分直接取消所有熱帶氣旋警告信號，當時海高斯位於香港之西北偏西約190公里；而山泥傾瀉警告亦在下午3時45分取消。
由於海高斯的風力結構緊密，天文台測風網絡8個指定自動氣象站有4個錄得強風，三號信號達標；但只有2個錄得烈風，其中1個錄得暴風，八號信號不達標，成為繼2009年颱風莫拉菲後第二個八號信號不達標的九號信號。而青衣及流浮山均以些微之差，未能錄得強風。風暴期間，長洲、機場、啟德及西貢錄得最高10分鐘平均風速為每小時108、68、56及54公里。海高斯襲港期間，一名南亞裔男子偕友到馬鞍山郊野公園郊遊，至馬大石澗的英雄瀑時失足墮潭，經救援人員一個多小時的搜索後將他救起，並由直升機送院搶救，可惜搶救無效不治。另外8月18日晚，一對70歲及38歲母子於塔門露營被困，露營帳幕及財物被風吹走。當中母親更一度在風雨下出現低溫症的症狀，兒子直到翌日早上7時才報警求助。惟政府飛行服務隊直升機因強風無法出動，警員徒步上山搜索。最終警員找到母子，並乘坐水警輪前往黃石碼頭，由救護車送院，不過兩人堅持下車並自行離去。
有網民指出在發出九號信號時，香港並無任何一個自動氣象站錄得逼近颶風程度的風速，加上海高斯已差不多最接近香港，風力飆升的機會不大。市區及維港內普遍只達到強風至烈風程度，而離岸及高地只短暫達到暴風程度，質疑發出九號信號的必要性。不過天文台前台長岑智明，以及在香港地下天文台Facebook專頁中大部分網民，都表示支持天文台發出九號信號的決定，指出海高斯為一颱風，最接近的距離只有80公里，可視作正面吹襲，對香港構成重大威脅，而鄰近的黃茅洲及澳門均實測颶風，足證海高斯達到颱風級別，澳門更是在眼壁橫掃下，短短半小時內風力由強風暴升至颶風程度，天文台必須保障市民的生命安全。另外雖然海高斯的颶風圈東面半徑只有約55公里，但其偏西北路徑增加香港受颶風吹襲的機會；倘若海高斯採取更偏北的路徑靠近，香港西南部便會受颶風吹襲，因此有必要為十號信號作準備。

### 中國大陸
國家氣象中心發佈之最高颱風預警信號： 颱風橙色預警信號
國家氣象中心於8月18日上午6時發布颱風藍色預警信號，並於上午10時改發布颱風黃色預警信號。隨着海高斯接近，国家防总决定于8月18日10时启动防汛防颱风Ⅳ级应急响应。下午6時，國家氣象中心改發布颱風橙色預警信號。

#### 广东省

8月19日颱風海高斯登陸於廣東省珠海市金灣區沿海

随着海高斯即将登陆广东，廣東省防總啟動防風4級應急響應。当地鐵路部門宣布至少25班列車停運，部分城市中小學、託兒機構停課，各類託管中心、教育培訓中心參照執行。

##### 广州市
尽管海高斯中心不会直接路过广州，但仍然会给广州带来明显的风雨影响。截至8月18日18时，广州市南沙区已发布台风黄色预警信号，越秀、天河、荔湾、海珠、黄埔、番禺区均已发布台风蓝色预警信号，白云、花都、增城区均已发布台风白色预警信号。

##### 深圳市
深圳市氣象台發佈之最高颱風預警信號： 颱風黃色預警信號
深圳市氣象台于8月17日16时20分发布台风白色预警信号，后于18日8时10分更新发布台风蓝色预警信号，之后于18日20时再次更新发布台风黄色预警信号。随着海高斯逼近深圳，深圳市防台风应急响应级别也随之提高至三级应急响应。

##### 珠海市
珠海市氣象台發佈之最高颱風預警信號： 颱風紅色預警信號
珠海市氣象台於8月18日18時30分發佈颱風橙色預警信號，並於21時55分發佈颱風紅色預警信號。根據珠海市氣象台的觀測，當地於8月18日下午已出現6至8級的陣風，8月19日將出現11至12级的陣風。同時，珠海市氣象台亦於8月18日17時發佈海浪黃色預警訊號。
因應颱風遠離，珠海市氣象台於8月19日11時30分發佈颱風藍色預警信號，後在17時30分解除珠海市內之台风、暴雨及雷暴預警信號。受風暴影響，珠海市內多棵大樹倒塌。有人拍攝到金灣區內有大樹擊中汽車，街道亦出現水浸。

##### 中山市
中山市氣象台發佈之最高颱風預警信號： 颱風橙色預警信號
中山市氣象台於8月18日22時33分發佈颱風橙色預警訊號。

##### 江門市
截至8月18日22时40分，江門市境內之台山市、新会區已发布屬最高級別的台风红色预警，而开平、恩平亦發出台风橙色预警，至於蓬江、江海、鹤山的颱風预警则為黃色。

##### 阳江市
阳江市氣象台發佈之最高颱風預警信號： 颱風紅色預警信號
阳江市氣象台於8月18日21時37分發佈颱風紅色預警訊號，當地漁政部門亦通知船只回港避風，漁民於風暴期間亦不得於船上停留。

#### 海南省
海南省氣象局發佈之最高颱風預警信號： 颱風藍色預警信號
在8月17日下午4時30分發布颱風藍色預警信號。海高斯亦帶來明顯降水，有利於水庫蓄水，令海南旱情進一步緩解。

#### 廣西壯族自治區
廣西壯族自治區氣象局發佈之最高颱風預警信號： 颱風黃色預警信號
在8月18日上午10時發布颱風藍色預警信號。8月18日下午10時改發布颱風黃色預警信號。據廣西壯族自治區氣象局觀測，海高斯於8月19日17時40分進入廣西壯族自治區梧州市境內，玉林市、梧州市、贵港市、南宁市、来宾市、北海市、钦州市、防城港市於當晚有大雨到暴雨，局部大暴雨、短时雷暴大风。廣西东南部、沿海地区及北部湾的阵风為7至8级。

## 熱帶氣旋警告使用紀錄

### 澳門
| 澳門地球物理暨氣象局 熱帶氣旋信號 | 澳門地球物理暨氣象局 熱帶氣旋信號 | 澳門地球物理暨氣象局 熱帶氣旋信號 |
| --------------------------------- | --------------------------------- | --------------------------------- |
| 上一熱帶氣旋                      | 一號風球                          | 下一熱帶氣旋                      |
| 熱帶風暴鸚鵡                      | 一號風球                          | 強烈熱帶風暴浪卡                  |
| 熱帶風暴森拉克                    | 三號風球                          | 強烈熱帶風暴浪卡                  |
| 熱帶風暴韋帕                      | 八號東北風球                      | 強烈熱帶風暴浪卡                  |
| 超強颱風山竹                      | 八號東南風球                      | 熱帶風暴狮子山                    |
| 熱帶風暴韋帕                      | 八號風球                          | 強烈熱帶風暴浪卡                  |
| 超強颱風山竹                      | 九號風球                          | 超強颱風蘇拉                      |
| 超強颱風山竹                      | 十號風球                          | 超強颱風蘇拉                      |

### 香港
| 香港天文台 熱帶氣旋警告信號 | 香港天文台 熱帶氣旋警告信號 | 香港天文台 熱帶氣旋警告信號 |
| --------------------------- | --------------------------- | --------------------------- |
| 上一熱帶氣旋                | 一號戒備信號                | 下一熱帶氣旋                |
| 熱帶風暴森拉克              | 一號戒備信號                | 熱帶風暴浪卡                |
| 熱帶風暴森拉克              | 三號強風信號                | 熱帶風暴浪卡                |
| 熱帶風暴韋帕                | 八號東北烈風或暴風信號      | 熱帶風暴浪卡                |
| 超強颱風山竹                | 八號東南烈風或暴風信號      | 熱帶風暴狮子山              |
| 熱帶風暴韋帕                | 八號烈風或暴風信號          | 熱帶風暴浪卡                |
| 超強颱風山竹                | 九號烈風或暴風風力增強信號  | 超強颱風蘇拉                |

### 中國大陸
| 国家气象中心 颱風預警信號 | 国家气象中心 颱風預警信號 | 国家气象中心 颱風預警信號 |
| ------------------------- | ------------------------- | ------------------------- |
| 上一熱帶氣旋              | 颱風藍色預警信號          | 下一熱帶氣旋              |
| 颱風米克拉                | 颱風藍色預警信號          | 強颱風巴威                |
| 颱風米克拉                | 颱風黃色預警信號          | 強颱風巴威                |
| 颱風米克拉                | 颱風橙色預警信號          | 強颱風巴威                |

## 外部連結
| 太平洋颱風季             |
| 主題頁 - 專題 - 編輯指南 |

- 日本氣象廳首頁（页面存档备份，存于）（日語）
- 聯合颱風警報中心首頁（页面存档备份，存于）（英文）
- 中國國家氣象中心首頁（页面存档备份，存于）（简体中文）
- 臺灣中央氣象局首頁（页面存档备份，存于）（繁體中文）
- （繁體中文）香港天文台：颱風海高斯報告 （页面存档备份，存于）、2020年8月熱帶氣旋概述 （页面存档备份，存于）、實時天氣稿（8月18日 （页面存档备份，存于）－8月19日 （页面存档备份，存于））
- 澳門地球物理暨氣象局首頁（页面存档备份，存于）（繁體中文）
- 菲律賓大氣地球物理和天文服務管理局 惡劣天氣公告（页面存档备份，存于）（英文）
- 泰國氣象局首頁（页面存档备份，存于）（泰文）